# پنج‌گانه مدرن در المپیک تابستانی ۲۰۱۶
پنج‌گانه مدرن یکی از ورزش‌های بازی‌های المپیک تابستانی ۲۰۱۶ است که از ۱۸ تا ۲۰ اوت ۲۰۱۶ برگزار شده است.
این مسابقات در دو بخش مردان و زنان در پارک دئودورو پنج‌گانه مدرن انجام شده.

## کشورهای شرکت‌کننده
- آرژانتین (۲)
- استرالیا (۲)
- بلاروس (۱)
- برزیل (۲)
- بلغارستان (۱)
- کانادا (۲)
- چین (۴)
- کوبا (۲)
- جمهوری چک (۳)
- مصر (۳)
- فرانسه (۳)
- آلمان (۴)
- بریتانیای کبیر (۴)
- گواتمالا (۲)
- مجارستان (۴)
- ایرلند (۲)
- ایتالیا (۴)
- ژاپن (۳)
- قزاقستان (۲)
- لیتوانی (۳)
- لهستان (۳)
- روسیه (۴)
- کره جنوبی (۳)
- مکزیک (۲)
- اوکراین (۳)
- ایالات متحده آمریکا (۳)

## مدال‌آوران
| رویداد | طلا                       | نقره                      | برنز                      |
| مردان  | الکساندر لسون · روسیه     | پاولو تیموشچنکو · اوکراین | اسماعیل هرناندز · مکزیک   |
| زنان   | کلوئی اسپوسیتو · استرالیا | الودی کلوول · فرانسه      | اوکتاویا نواواکا · لهستان |

## جدول مدال‌ها
| رتبه  | کشور     | طلا | نقره | برنز | مجموع |
| ۱     | استرالیا | ۱   | ۰    | ۰    | ۱     |
| ۱     | روسیه    | ۱   | ۰    | ۰    | ۱     |
| ۳     | فرانسه   | ۰   | ۱    | ۰    | ۱     |
| ۳     | اوکراین  | ۰   | ۱    | ۰    | ۱     |
| ۵     | مکزیک    | ۰   | ۰    | ۱    | ۱     |
| ۵     | لهستان   | ۰   | ۰    | ۱    | ۱     |
| مجموع | مجموع    | ۲   | ۲    | ۲    | ۶     |